# 芒德尔拉科特
芒德尔拉科特（法語：Mandres-la-Côte，法語發音：[mɑ̃dʁ la kot]）是法国上马恩省的一个市镇，属于肖蒙区。

## 地理
芒德尔拉科特（48°3'44"N, 5°20'6"E）面积11.3 平方千米，位于法国大東部大區上马恩省，该省份为法国东北部内陆省份，北起马恩省和默兹省，西接奥布省，西南接科多尔省，东南接上索恩省，东临孚日省。
与芒德尔拉科特接壤的市镇（或旧市镇、城区）包括：比耶勒、罗尼翁河畔朗克、诺让、萨尔塞。

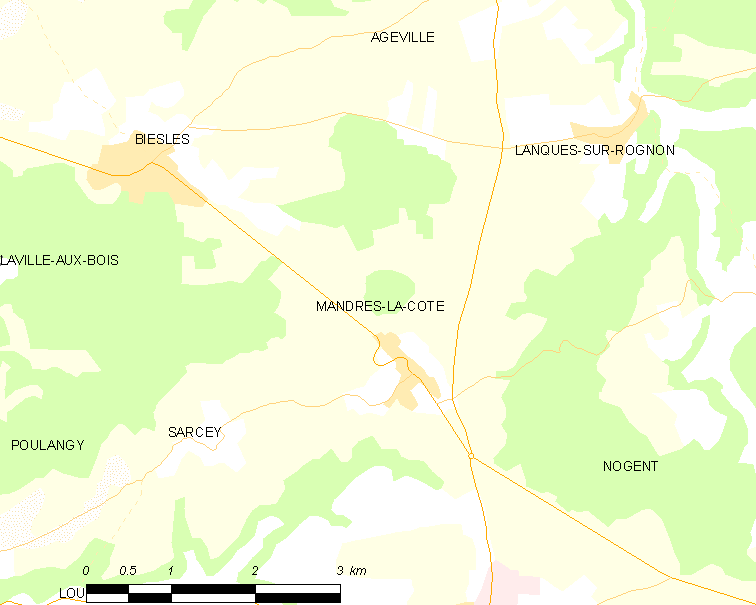
芒德尔拉科特的OSM定位图

芒德尔拉科特的时区为UTC+01:00、UTC+02:00（夏令时）。

## 行政
芒德尔拉科特的邮政编码为52800，INSEE市镇编码为52305。

## 政治
芒德尔拉科特所属的省级选区为诺让县。

## 人口

1962-2008年间芒德尔拉科特人口变化图示

芒德尔拉科特于2022年1月1日时的人口数量为558人。